# Saxicola rubicola

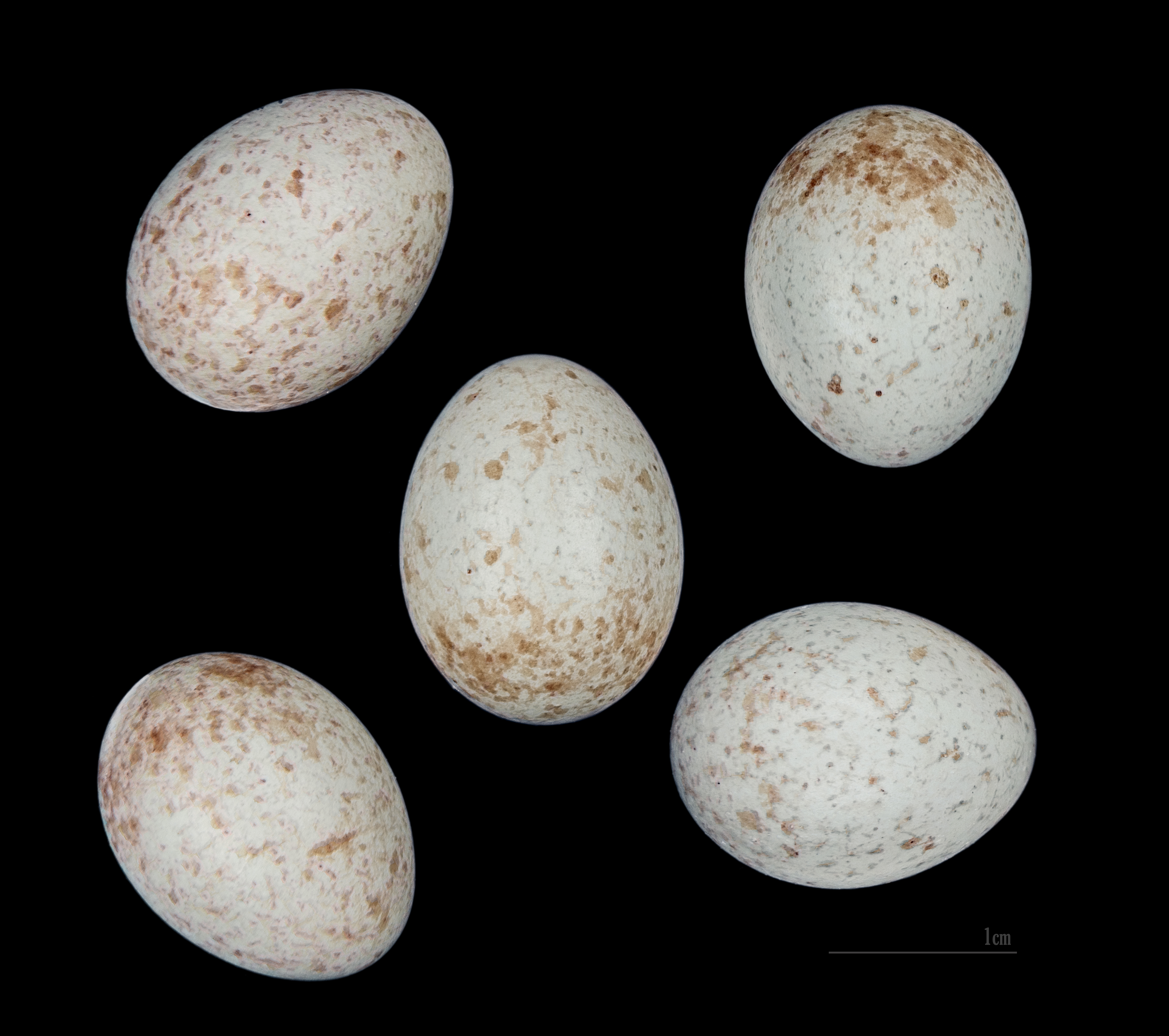
Saxicola rubicola

O cartaxo-europeu (Saxicola rubicola) é uma ave passeriforme da família Muscicapidae. O macho distingue-se facilmente pela cabeça-preta, o meio-colar branco e o peito cor de fogo. A fêmea tem um padrão semelhante, mas as cores são menos contrastadas.
Esta espécie distribui-se pelo sul da Europa, pelo norte de África e pela Turquia, até ao Cáucaso.
É uma ave fácil de observar, devido ao seu hábito de pousar em fios, postes e vedações, por vezes ao longo das estradas.
Pode procurá-lo em zonas abertas de charnecas, estepes, campos agrícolas, montados e bosques abertos, zonas de matos baixos, sapais e dunas.